# Grand cru

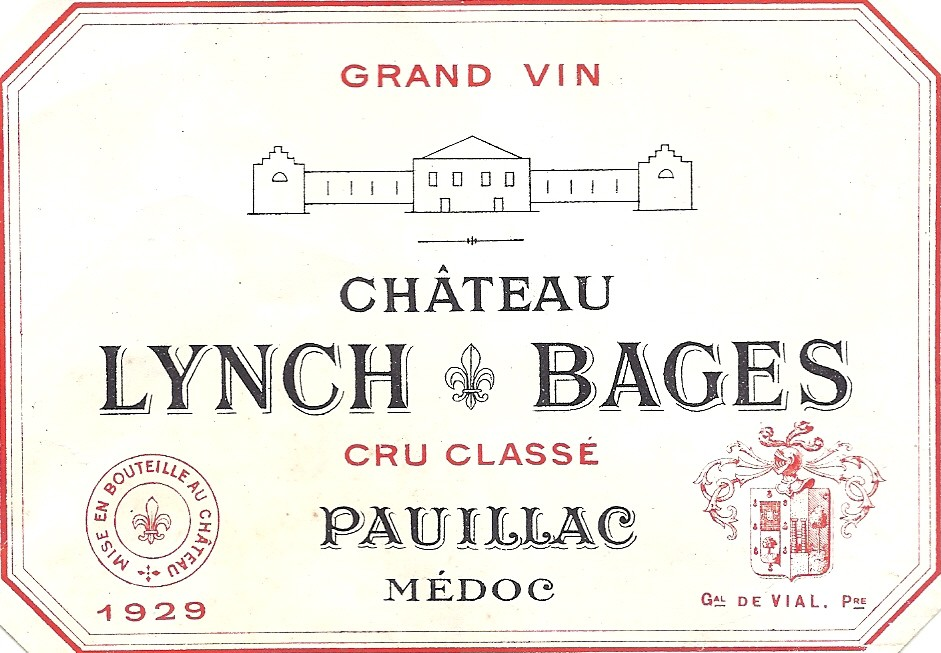
Étiquette d'une bouteille de Château Lynch-Bages, un cinquième cru classé de Bordeaux.

Un grand cru est une expression utilisée pour désigner un produit de qualité supérieure. Elle peut être informelle, ou encadrée par la législation dans certains cas.
Cette mention est notamment employée pour désigner un vin issu d'un vignoble particulièrement reconnu. Le prestige qui y est associé entraîne l'usage pour d'autres produits, tels que le chocolat, la bière, le fromage, le thé ou le café.

## Grands crus viticoles
Dans les vignobles français et suisses, il existe des appellations ainsi que des mentions « grands crus », dont l'usage est encadré par une réglementation spécifique plus stricte que pour les autres vins.

### Vignoble allemand
La mention Großes Gewächs (grand cru) est utilisée par deux associations de viticulteurs, la Verband Deutscher Prädikats- und Qualitätsweingüter et le Bernkasteler Ring (uniquement en Mittelmosel) pour se différencier des autres vins jugés moins qualitatifs.
En font partie notamment le Schloss Johannisberg dans le Rheingau, ainsi que le Scharzhofberg dans la région viticole de Mosel-Saar.

### Vignoble alsacien
En Alsace, 51 appellations différentes ont droit à la mention « alsace grand cru » sur leurs étiquettes. Chacune porte le nom d'un lieu-dit, où la pente est plus forte et les sols plus maigres que dans l'appellation générique alsace ; s'y rajoute un cahier des charges plus strict : kaefferkopf, rangen, schlossberg, sonnenglanz, zinnkoepflé, zotzenberg, etc.

### Vignoble bordelais
Parmi les vins de Bordeaux, les propriétés les plus réputées bénéficient d'un classement de leur vin. Sur la rive gauche (appellations barsac, haut-médoc, margaux, pauillac, pessac-léognan, saint-estèphe saint-julien et sauternes), la classification de 1855 a réparti 61 domaines (58 en 1855) entre les premiers, deuxièmes, troisièmes, quatrièmes et cinquièmes crus classés : Château Lagrange, Château Climens, Château Cos d'Estournel, Château Margaux, Château Haut-Brion, Château Lafite Rothschild, Château d'Yquem, etc.
Sur la rive droite, il existe l'appellation saint-émilion grand cru, qui en prime publie un classement entre les « premiers grands crus classés A », « premiers grands crus classés B » et « grands crus classés » : Château Ausone, Château Cheval Blanc, Château Angélus, Château-Figeac, etc.

### Vignoble bourguignon

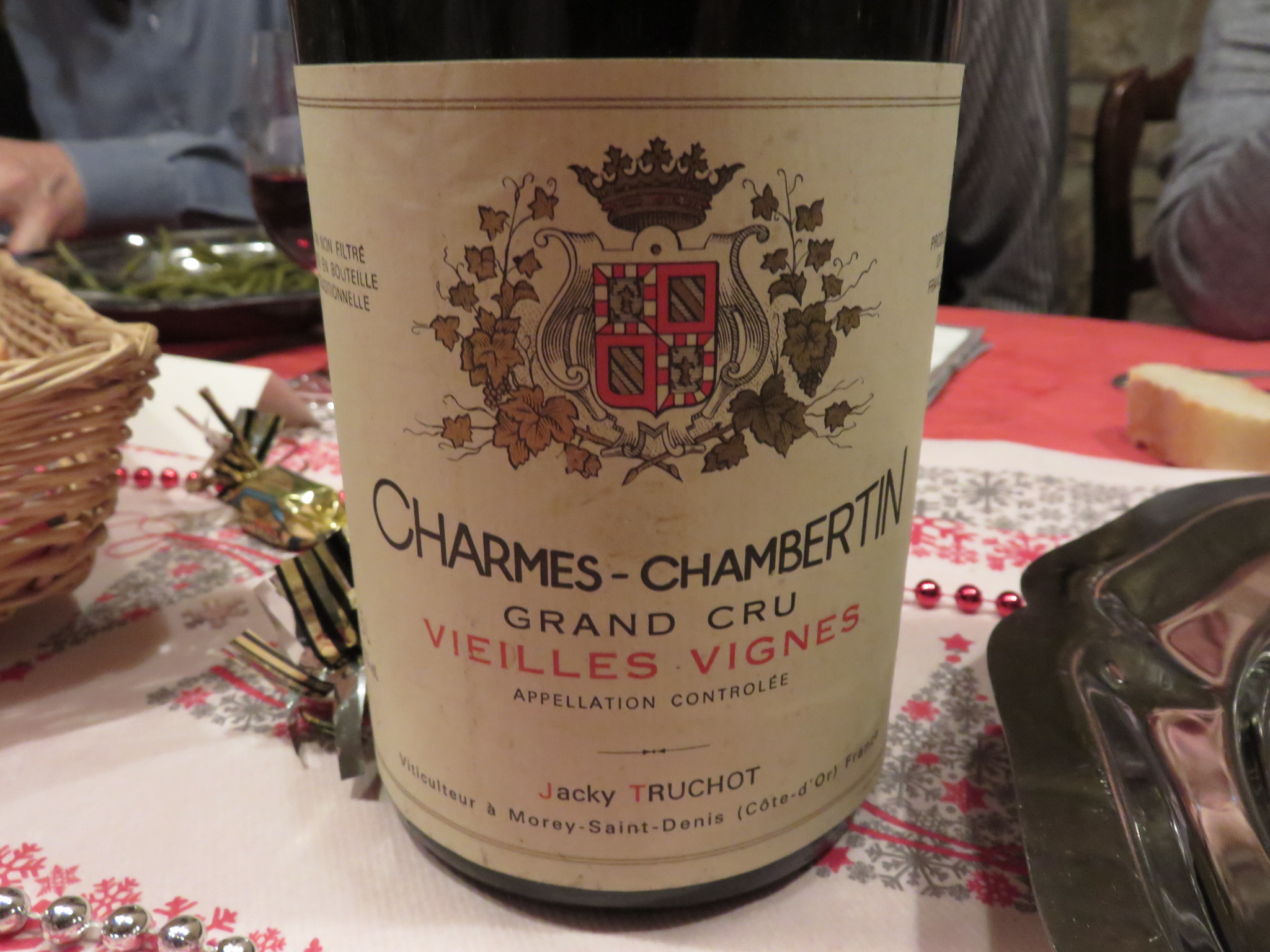
Gros plan sur une bouteille de charmes-chambertin, un des grands crus de Bourgogne.

En Bourgogne, les grands crus forment la catégorie la plus prestigieuse de la hiérarchie des appellations bourguignonnes. Il s'agit de 33 appellations grands crus, correspondant chacune à un climat (un lieu-dit) composé d'une ou plusieurs parcelles : chambertin, clos-saint-denis, musigny, clos-de-vougeot, romanée-conti, corton-charlemagne, montrachet, etc.

### Vignoble champenois
Dans l'appellation champagne, la mention grand cru est réservée aux vins faits à partir des raisins venant exclusivement de 17 communes : Sillery, Bouzy, Cramant, Aÿ-Champagne, etc.

### Vignoble ligérien
Depuis 2011, les vins de l'appellation quarts-de-chaume à Rochefort-sur-Loire peuvent avoir la mention « grand cru » sur leurs étiquettes, formant ainsi une hiérarchie avec les appellations Chaume (premier cru) et coteaux-du-layon (appellation générique).

### Vignoble du Roussillon
En Roussillon, l'appellation banyuls a droit à la mention grand cru pour une partie de ses vins.

### Vignoble de Samos
En Grèce, sur l’île de Samos à l'est de la mer Égée, le muscat de Samos, un vin doux naturel produit exclusivement à partir de muscat blanc à petits grains, peut porter la mention « grand cru » seulement pour une partie exceptionnelle et sélectionnée du vignoble situé au nord de l’île à une altitude supérieure à 400 m sur les pentes du Mont Ampelos.

### Vignoble suisse
En Suisse, deux appellations portent le nom de grand cru : le Calamin grand cru et le Dézaley grand cru, produits sur de fortes pentes aménagées en terrasses sur les rives du Léman, à Épesses et Puidoux, dans le canton de Vaud.
En plus de ces deux AOC, il existe aussi le « Grand Cru Salgesch » produit à Salquenen dans le canton du Valais.

### Vignoble tunisien
En Tunisie, on trouve l'appellation Mornag Grand Cru qui délimite une partie de l'appellation Mornag.

## Bières

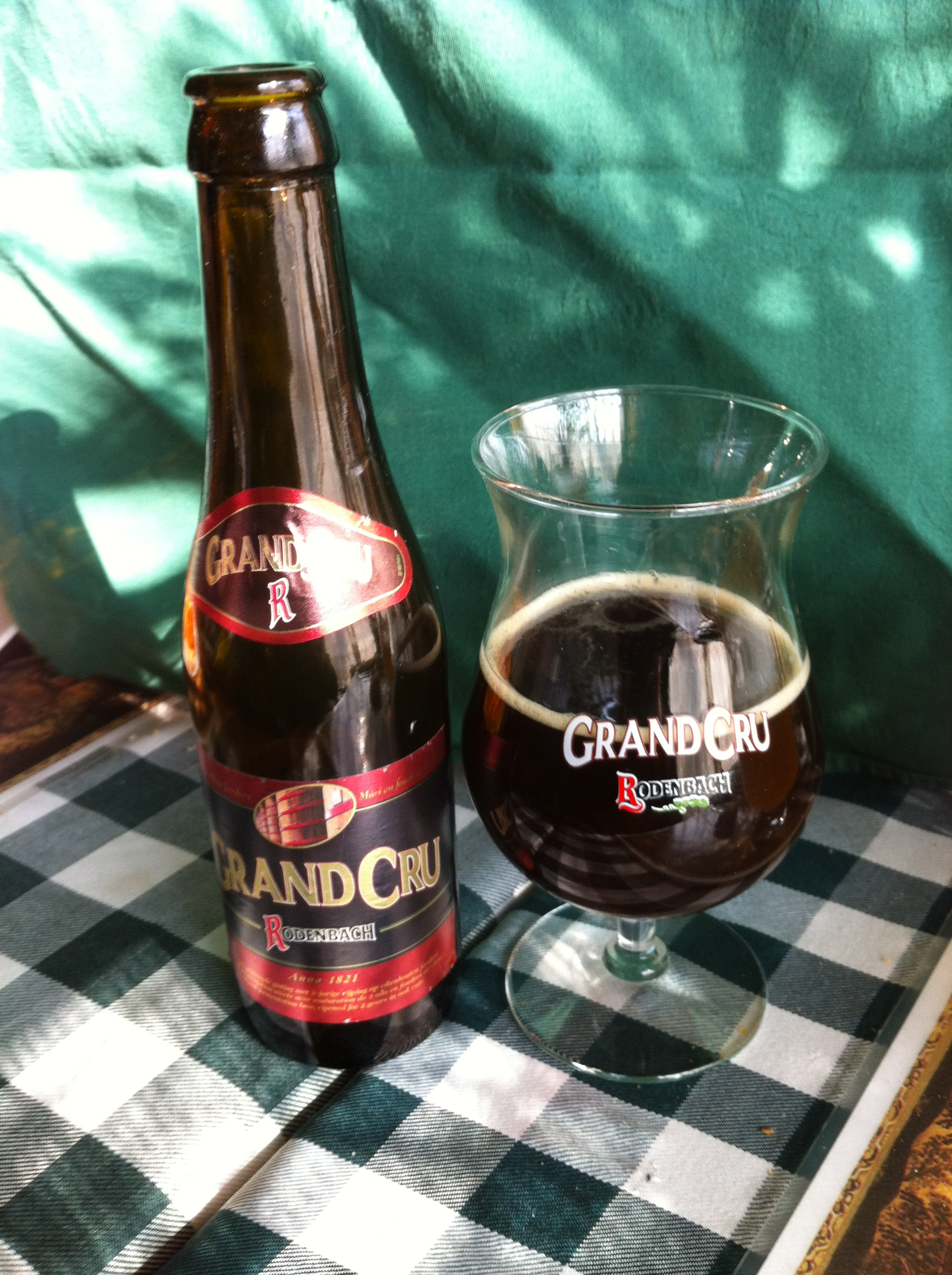

En Belgique et aux États-Unis, plusieurs brasseries ont nommé une de leurs bières avec les mots grand cru en français, telles que la « Hoegaarden Grand Cru » de la Brasserie Hoegaarden, la « Cuvée René Grand Cru » de Lindemans, la « St Feuillien Grand Cru », ou la « Rodenbach Grand Cru ».

## Fromages
L'Abbaye Notre-Dame de Scourmont fait produire à Baileux ses fromages, dont le « Chimay Grand Cru ». Afin de valoriser leurs produits, les producteurs de nombreux autres fromages du monde entier utilisent également la mention « Grand Cru » tels que l'Emmental, le Rocamadour, le Bethmale, l'Aletsch, le Grimbergen ou le Flandrien par exemple.

## Café
La marque Nespresso utilise l'expression grands crus pour désigner une partie de sa gamme de dosettes de café.

## Thé
La mention grand cru pour le thé correspond à une identification particulière de son origine, pouvant être l'année de récolte (millésime), les conditions agro-climatiques de culture (terroir), ou le cultivar utilisé.

## Chocolat
La mention grand cru pour le chocolat correspond à une identification particulière de son origine, qui peut être le lieu de culture, ou la variété de cacaoyer utilisée,.

## Autres secteurs
Le terme est utilisé dans d'autres domaines que la gastronomie, on retrouve : 
- le nom de la société de transport aérien charter lituanienne, Grand Cru Airlines (lt) ;
- le nom d'un système de cryptage, Grand Cru (cipher) (en) ;
- le titre d'un album de rap danois, Grand Cru (album) (da) ;
- le titre d'un album du rappeur Deen Burbigo en 2017, Grand Cru ;
- dans le nom de plusieurs cavistes, comme « Grands crus Paris »[9], ou « Europa GrandCru »[10], etc. ;
- dans le titre de plusieurs romans et bandes dessinées, Grand cru classé (Jean Riffard, 2004), Grand cru classé et noir complot (William Olivier Desmond, 2013), Cousinade grand cru (Françoise Poitou, 2014), Grands crus en eaux troubles (Laurent Panetier & Georges Van Linthout, 2017), Les grands crus classés de Fluide Glacial (Christian Binet, 2017), Grand cru déclassé : appellation "Charlie"-"Hara-Kiri" contrôlée (Gérard Descrambe & Dominique Hutin, 2018), etc.